# NGC 2499
NGC 2499 è una lontana galassia a spirale barrata situata nella costellazione del Cane Minore, a una distanza di circa 482 milioni di anni luce dalla nostra Via Lattea.

## Scoperta
La galassia è stata scoperta il 25 marzo 1864 dall'astronomo tedesco Albert Marth.

## Descrizione
NGC 2499 presenta una larga riga a 21 cm dell'idrogeno neutro.